# Gianduiotto
Il gianduiotto o giandujotto (giandojòt in piemontese, IPA [ʤandʊˈjɔt]), è un cioccolatino a forma di prisma a base triangolare composto con cioccolata denominata gianduia che si produce a Torino. Solitamente è avvolto in carta dorata o argentata.
Viene ottenuto impastando il cacao amaro e lo zucchero con la famosa nocciola Tonda Gentile del Piemonte, rinomata per la sua qualità. È incluso tra i prodotti agroalimentari tradizionali piemontesi (cod. 292) e, con la denominazione di Giandujotto di Torino, è candidato al riconoscimento dell'indicazione geografica protetta.

## Storia
Il gianduiotto fu prodotto per la prima volta dalla nota azienda dolciaria torinese Caffarel nello storico stabilimento di Borgo San Donato e presentato al pubblico nel carnevale del 1865 dalla maschera torinese Gianduja, da cui prende il nome, che distribuiva per le strade della città la nuova bontà.
Le sue origini, secondo tale versione, si riconducono a motivazioni storico-politiche ben precise: con il blocco napoleonico (Blocco continentale), le quantità di cacao che giungevano in Europa erano ridotte e con prezzi esorbitanti ma ormai la richiesta di cioccolato continuava ad aumentare. Michele Prochet decise allora di sostituire in parte il cacao con un prodotto molto presente nel territorio: la nocciola tonda gentile, una nocciola con gusto deciso e delicato.
L'impasto è dunque composto da nocciole  tostate e macinate (con la raffinatrice la nocciola diventa una crema perché contiene olio), cacao amaro, burro di cacao e zucchero.
Tale ricostruzione storica, secondo alcuni, non è priva di criticità. Relativamente al blocco continentale, anche il costo dello zucchero, ingrediente importante del gianduia, aumentò significativamente. Inoltre, nel 1905, comparve nell’Almanacco Italiano un lungo articolo di autore anonimo. A un certo punto, relativamente alla Fabbrica di via Balbis della Talmone, leggiamo che “[…] da essa escono quotidianamente, per l’Italia e per l’esportazione che è vastissima, ingenti quantità del famoso Cioccolato delle Piramidi, dei gustosi e corroboranti Giandujotti (antica creazione di questa Casa), […]".

## La produzione

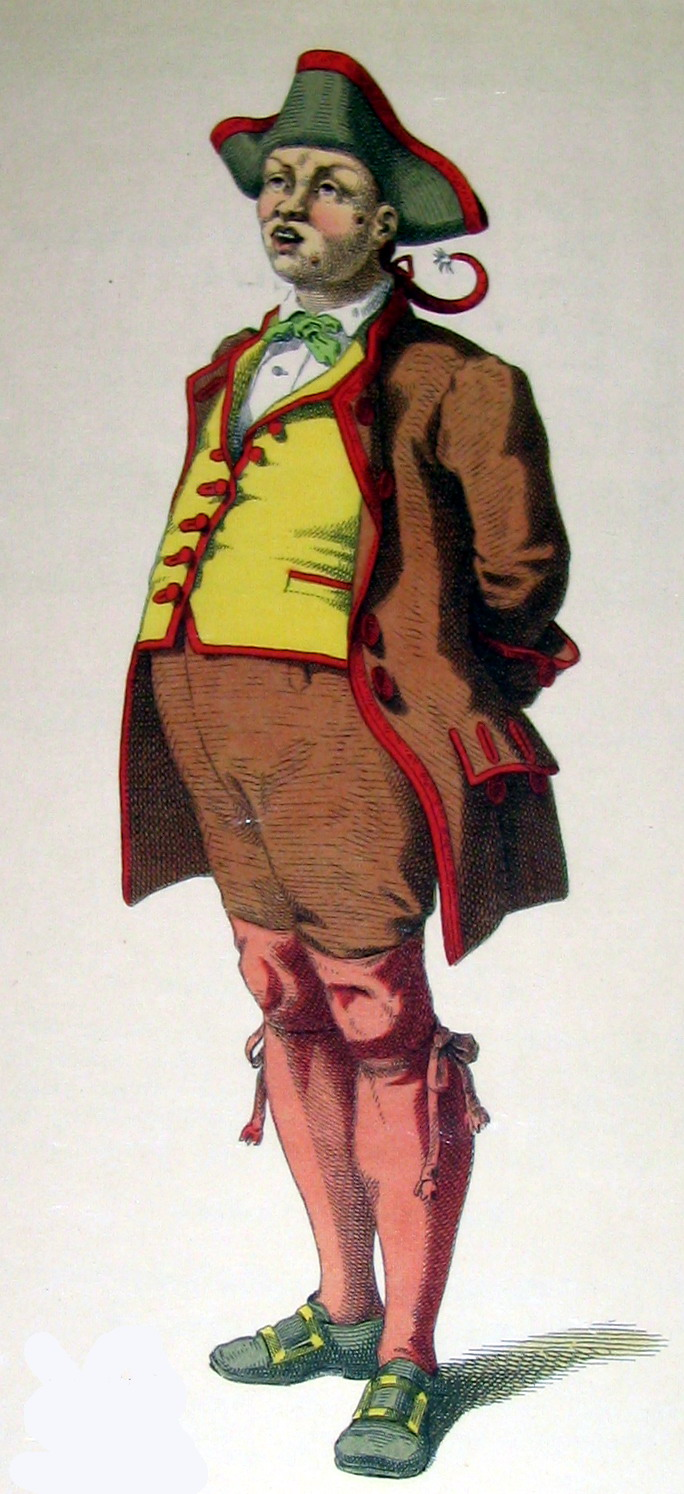
La maschera Gianduja, che dette il nome al cioccolatino

Poiché l'alta quantità di nocciole nell'impasto non permetteva che il cioccolatino fosse prodotto in forme, per lungo tempo il gianduiotto veniva tagliato a mano.
Oggi esistono due metodi contrapposti per la produzione del gianduiotto: l'estrusione e il colaggio.
Il gianduiotto prodotto per estrusione è colato direttamente su piastre senza uso di stampi, con macchine progettate e realizzate ad hoc. Tale tecnica permette di produrre Gianduiotti dalla consistenza particolare: né troppo fluida né troppo solida.
Il gianduiotto stampato è molto più industriale, con una percentuale minore di cioccolato ed è, per necessità, più duro, dovendosi staccare dallo stampo.
Il gianduiotto fu il primo cioccolatino confezionato singolarmente.

## Produttori
La Caffarel depositò il marchio Gianduia ed è tuttora l'unica azienda a poter stampare il volto della maschera sull'incarto. Pure altre ditte di cioccolato producono gianduiotti: Pernigotti, Streglio, Peyrano, Ziccat, Feletti, Novi, Venchi, La Suissa, Borgodoro e tutte le piccole cioccolaterie torinesi quali sono  Calcagno 1946, la Ballesio Cioccolato di Leini, che produce ancora i gianduiotti tagliati a mano.

## Record
Il gianduiotto più grande del mondo fu realizzato dalla Novi per essere esposto a Torino nel corso della manifestazione Eurochocolate del 2001: misurava 2 metri di altezza per 4 metri di lunghezza per 1 metro di larghezza con un peso di quaranta quintali, frutto di 150 ore di lavoro.

## Cultura di massa
Lo scrittore Bruno Gambarotta ha fatto di un gianduiotto "ierogamico" il protagonista inanimato del suo libro Il Codice Gianduiotto, divertente parodia del celebre romanzo Il codice da Vinci.
Inoltre il famoso divulgatore scientifico Piero Angela ha affermato in più occasioni di essere un grande amante del classico cioccolatino Torinese.